# کریپتون (کمیک)
کریپتون (به انگلیسی: Krypton) عنوان سیاره‌ای خیالی در کتاب‌های کامیک آمریکایی منتشر شده توسط دی‌سی کامیکس است. این سیاره خاستگاه و سرزمین مادری شخصیت ابرقهرمان سوپرمن به شمار می‌رود، و به علت وجود فراوان کریپتون در جو آن به این اسم نامیده شده‌است. این سیاره توسط جری سیگل و جو شوستر خلق شد و برای اولین بار در کتاب‌های کمیک اکشن # ۱ (ژوئن ۱۹۳۸) به کار رفت، و اولین ظهور کامل این سیاره در شمارهٔ ۱ از مجموعه کمیک سوپرمن (تابستان ۱۹۳۹) بود. کریپتون همچنین زادگاه کرا زور-ال، کریپتو سوپرداگ و پاور گرل (در نسخه کریپتون-۲) است.
سیاره کریپتون توسط رائو (خدای کریپتون) خلق شده.